# Sárszentmihály
Sárszentmihály (1898-ig Szent-Mihály) község Fejér vármegyében, a Székesfehérvári járásban.

## Fekvése
A megyeszékhelytől, Székesfehérvártól légvonalban körülbelül 5-6 kilométerre található, a Sárvíz-csatorna mentén. Tengerszint feletti magassága 112 méter.
Főutcája a 7202-es út, amely az 5. és 8. kilométere között húzódik végig a településen; elhalad a falu területén a 7201-es út is, ami Székesfehérvár felől Úrhidára vezet, illetve a két út keresztezi is egymást Sárszentmihály területén.
A községhez tartozik Sárpentele is, ami zsákfalunak tekinthető: csak a másfél kilométer hosszú 72 103-as úton érhető el, ami a 7201-esből ágazik ki, annak 2+500-as kilométerszelvényénél, észak-északnyugati irányban, a falutól délre eső külterületen. Keleti határában húzódik a 7-es és a 8-as főutak közös szakasza, Székesfehérvár nyugati elkerülője.
Áthalad a település területén a Székesfehérvár–Szombathely-vasútvonal is, aminek két megállási pontja volt itt: ötödik kilométere után Sárpentele megállóhely és a kilencedik kilométerénél Sárszentmihály vasútállomás (2012 végén mindkettő megszűnt). Országos közút csak ez utóbbihoz vezet, ez a 72 301-es számozást viseli és a 7202-esből ágazik ki, annak 5+350-es kilométerszelvényénél, északnyugat felé.

## Története
A település történeti előzményei Pannonia bronzkori (i. e. 10. század) időszakáig vezethetők vissza, amelyek a római kor, majd a népvándorlás időszakában folytatódnak (malom-szigeti ásatásoknál feltárt épületmaradványok, stb.). Települési folytonosságot jelez a református templom körüli ásatások során feltárt középkori templommaradvány, a körülötte fekvő temetőterülettel. A település temploma már 1436-38-ból írásos említéssel regisztrálható.
A honfoglalás, államalapítás és a magyar középkor időszakában a Sárrét területe mind gazdasági, mind védelmi vonatkozásban stratégiai jelentőséggel bírt. A honfoglalás során a Sárrét területe az Árpád-ivadék vezértörzs szállásterületévé vált, s a központi vezéri terület védelmét mocsaras, vízállásos jellege következtében jól szolgáló települések jöttek létre itt (Jenő, Keszi, Ladány, Fevény, Úrhida, Ősi, Keér, Bögöd).
A települések gazdasági alapját a jó termőhelyi adottságokkal rendelkező földművelés és állattenyésztés képezte, lakosságuk fejedelmi szolgálatban levő harcos jobbágyréteget alkottak.
Sárszentmihály és térsége a történelem során – legújabb időszakunkig – mindvégig megtartotta ezen kettős térségi jellegzetességét, nevezetesen az agrárgazdasági karaktert, s e mellett a katonai/stratégiai jelentőségét.
Az első jellegzetessége alapján a térségben létrejövő nagy hűbéri-, majd a török kor elmúltával kialakuló főnemesi uradalmi birtokok, a közelmúltban pedig jövedelmező kollektív szövetkezeti és állami gazdaságok kialakulását tette lehetővé.
A második jellegzetessége: stratégiai jelentősége, amely a tatárjárás, török kori végvári harcok, Rákóczi-szabadságharc, s a második világháború frontharcai révén vált ismertté.
A falu eredeti neve: Kér, mivel 1002-től az ő nemzetségük birtokában volt. 1324-ben a székesfehérvári káptalan birtoka, majd 1436-ban a székesfehérvári prépost birtoka. Ebben az évben a település neve Zent-Mihal, melyet az 1438-ban végzett határjárás okmánya is igazol.
1438-ban Mihály arkangyalnak szentelt templomot építenek, innentől kezdve egyre gyakrabban említik a falut Szentmihály néven. A törökdúlás idején a falu elpusztul, az 1550-es években a palotai vár birtokaihoz csatolják. 1650-től a Zichy család birtoka.
Mivel Szentmihály Fehérvár közelében található, a török hódoltság idejében korán az új szandzsák birtokába került, és a töröknek adót kellett fizetnie. Ezen időszakra esett a reformáció terjedése (1567) és az egyházzá való szerveződés is, az eklézsia a hagyomány szerint a török uralom idején is létezett. A reformátusok 40 Ft-ért vásárolták meg templomukat a törököktől. (A református gyülekezet tagjainak anyakönyvezése 1739-ben indult, a katolikusoknál 1818-cal kezdődően vannak anyakönyvek.)
1650-ben III. Ferdinánd gróf Zichy István és neje Baranyai Máriának és örökösének adományozta a települést, innentől fogva 1930-ig a Zichy nemzetség tulajdonában állt. Az itt született Zichy Jenő gazdálkodott a birtokon.
A XVIII. században Szentmihály környékén lévő Pentele, Úrhida és Kiskeszi települések a Farádi Vörös család tulajdonába tartoztak. Pentelét 1826-ban Sárvári és Felsővidéki gróf Széchenyi Lajos megvásárolta, 1945-ig gróf Széchenyi Viktor tulajdona volt.
1891-ben mint kisközség 1569 lakossal rendelkezett. 1898-ban a falu nevét Szentmihályról Sárszentmihályra változtatták. Feltételezések szerint a Sár előtag a Sárvíz-sárrét névből származik.
1930-tól 1945-ig báró Szterényi József tulajdonát képezte a Zichy birtok. Ezt követően felosztásra került a többi nagybirtokkal egyetemben.
Az első világháborúba 700 fő vonult be a községből, 71 fő halt hősi halált.
A második világháború áldozatai a községben: 28 fő polgári személy valamint 39 katona. Helyiek elbeszélése alapján 1944/45 telén az orosz katonák eltüzelték a református templom padjait az anyakönyvekkel együtt.
1948-ban került sor az iskolák államosítására. Az önkormányzati rendszert 1949-ben megszüntették, helyette tanácsi rendszer kezdte meg működését.
A Népfront biztosság 1950. október 11-én közgyűlésen javaslatot tett, hogy a falu nevét Mihály falvára változtassák, de erre nem került sor.
1990 októberéig Sárkeszivel közös tanácsi rendszerben működött a község, ekkor megszűnt a tanácsi rendszer és mind a kettő településen újból önkormányzati rendszer jött létre.
A település térségének történeti hagyományainak áttekintése és értékelése számos jelzés-értékű útmutatással szolgálhat a településfejlődés és -fejlesztési célok és eszközök kialakítása során.

## Közélete

### Polgármesterei
- 1990–1994: Tóth Tamás (független)[6]
- 1994–1998: Tóth Tamás (MSZP)[7]
- 1998–2002: Kalmár Tibor (független)[8]
- 2002–2006: Kalmár Tibor (független)[9]
- 2006–2010: Kalmár Tibor (független)[10]
- 2010–2014: Kalmár Tibor (független)[11]
- 2014–2019: Kalmár Tibor (független)[12]
- 2019–2024: Óber Andrea (független)[13]
- 2024– : Óber Andrea (független)[1]

A településen az 1994. december 11-én megtartott önkormányzati választás különleges érdekessége volt, hogy a hat polgármesterjelölt között ketten is MSZP-s színekben indultak, egymás ellen. Ehhez hasonló eset történt ugyanabban az évben Máriakálnokon, ahol egymással szemben indult két olyan polgármesterjelölt, akik a KDNP és az FKgP együttes támogatását tudhatták maguk mögött, Szaván, ahol a három polgármester-jelölt között két kisgazda vetélkedett egymással, valamint Úriban, ahol az öt induló közül ketten is Úri Község Gazdakörének jelöltjei voltak; az 1998-as és 2002-es önkormányzati választásokon pedig Töttösön, ahol az előbbi évben három, utóbbiban két, egymás ellen induló polgármesteri aspiráns is egyazon jelölő szervezet (egy helyi egyesület) színeit viselte.

## Népesség
A település népességének változása:
| Lakosok száma | 2997 | 3002 | 2973 | 2961 | 3037 | 3004 | 3029 |
|               | 2013 | 2014 | 2015 | 2021 | 2022 | 2023 | 2024 |

A 2011-es népszámlálás során a lakosok 86,4%-a magyarnak, 0,8% cigánynak, 1% németnek, 0,2% ukránnak mondta magát (13,3% nem nyilatkozott; a kettős identitások miatt a végösszeg nagyobb lehet 100%-nál). A vallási megoszlás a következő volt: római katolikus 37,9%, református 13,2%, evangélikus 0,7%, görögkatolikus 0,5%, felekezeten kívüli 20,2% (25,9% nem nyilatkozott).
2022-ben a lakosság 90,5%-a vallotta magát magyarnak, 0,9% németnek, 0,2% cigánynak, 0,1-0,1% szerbnek, görögnek, ukránnak, szlováknak és románnak, 2,3% egyéb, nem hazai nemzetiségűnek (9,3% nem nyilatkozott; a kettős identitások miatt a végösszeg nagyobb lehet 100%-nál). Vallásuk szerint 25,9% volt római katolikus, 10,1% református, 0,6% evangélikus, 0,3% görög katolikus, 0,1% ortodox, 0,1% izraelita, 1,3% egyéb keresztény, 1,1% egyéb katolikus, 16,9% felekezeten kívüli (43,5% nem válaszolt).

## Nevezetességei
- Református templom: az egykori kéri Szent-Mihály templomának helyén, annak romjainak felhasználásával építették 1800 körül.
- Volt Zichy-kúria és kápolna: egyemeletes épület, amelyhez a kápolna csatlakozik. Épült a XIX. században.
- Volt Zichy kastély: szecessziós-historizáló, angolos stílusban épült 1900 körül.

## Híres emberek
- Itt született 1837. július 5-én gr. Zichy Jenő politikus, Ázsia-kutató, a Magyar Tudományos Akadémia tagja.
- Itt született 1909. július 22-én Zichy Imre amatőr teniszező, gróf, feltaláló.
- Itt Sárpentelén nőtt fel Széchenyi Zsigmond magyar vadász, utazó, író (1898. január 23. - 1967 április 24.).[16]
- Itt született 1949. augusztus 30-án Tieber László válogatott labdarúgó

## Közlekedése
Közlekedési szempontból a falu helyzete kedvező, 5 kilométerre található Szabadbattyán, amely a 7-es főút és az M7-es autópálya mentén helyezkedik el, de Székesfehérvár sincs messze, ami fontos országos közlekedési csomópont.
A falunak a Budapest-Veszprém-Szombathely fővonal mentén vasútállomása van, viszonylag messze, körülbelül 2,5 kilométerre található a falutól, ennek következtében fokozatosan lecsökkent a személyforgalom, emiatt egy ideje  nem állnak meg a vonatok.
A Sárszentmihály község mésziszapbányájához vezető gazdasági vasutat 1954-ben építették ki 5 kilométer hosszban. Az 1960-as évek végén kezelése a MÁV Gazdasági Vasutak Igazgatóságától a bányához került. A forgalom 1991-ben szűnt meg, a pályát 1997-ben bontották fel. A kocsikat - egy kivétellel - szétvágták (az egy megmaradt darab jelenleg Gánton található, mint kiállítási tárgy), a négy mozdony a Csömödéri Erdei Vasútra került. A vasút történetét jelképező fotókat Szűcs Zoltán az 1980-as évek végén örökítette meg.
Autóbuszjárattal Székesfehérvár irányából közelíthető meg.

## Gazdaság
Kedvező közlekedési adottságainak köszönhetően a falu határában a Masterplast Group létesített logisztikai központot 2001-ben. Emellett a lakosok többsége a közeli megyeszékhelyen dolgozik.

## Adatforrások és szakirodalom
- (Szerk. biz.) Sárszentmihály Sárpentele – Adatok, képek a községek történetéhez, földrajzához, gazdasági – művelődési – szociális viszonyaihoz, 1994.
- Kiss Tamás: Sárszentmihály község településrendezési terve Veszprém, 2006. (Telinfo.Sys Munkacsoport, Lásd Orsz. Ter.Rend Tervtár VÁTI)
- A Pallas nagy lexikona

## Külső hivatkozások
- Sárszentmihály önkormányzatának hivatalos weboldala